# 체로키어

체로키어의 알파벳

체로키어(ᏣᎳᎩ ᎧᏬᏂᎯᏍᏗ, Tsalagi Gawonihisdi)는 북아메리카의 체로키족이 쓰는 언어이다. 이로쿼이어족에 속하며 현재 소멸 위기에 처해 있다. 에스놀로그에 따르면 2018년에 376,000명의 체로키족 가운데 체로키어를 할 줄 아는 사람은 1,520명뿐이었다고 하며, 2019년 체로키족 3개 부족이 조사한 바에 따르면 많아야 2,100명만이 체로키어를 구사한다고 한다. 체로키어를 할 줄 아는 사람의 수는 계속 줄고 있다. 유창한 화자가 매달 8명 꼴로 죽고 있으며, 40세 이하에서 체로키어를 유창하게 하는 사람은 손에 꼽을 정도로 적다. 유네스코에 따르면 체로키어의 오클라호마 방언은 “분명한 소멸 위기”이고 노스캐롤라이나 방언은 “심각한 소멸 위기”이다. 과거에 사우스캐롤라이나주와 조지아주의 경계에서 쓰였던 저지대 방언은 1900년경에 소멸했다. 남아 있는 두 방언의 미래도 위험에 처해 있으며, 이에 따라 3개 체로키 부족 협의회는 2019년 6월에 비상사태를 선포하고 언어 재활 노력에 힘을 보탤 것을 요청했다.

## 분류
체로키어는 이로쿼이어족에 속하며, 유일하게 알려져 있는 남이로쿼이어파 언어이다. 언어학자들은 체로키족이 약 3천 년 전에 오대호 지역으로부터 동남쪽으로 이주해 왔다고 추정한다. 3천 년간 지리적으로 고립되어 있었음에도 불구하고 오늘날의 체로키어는 오대호 지역에서 쓰이는 모호크어, 오논다가어, 세네카어, 투스카로라어 등의 다른 이로쿼이어족 언어와 상당한 공통점을 지닌다.
토머스 와이트 등의 연구자들은 이로쿼이어족의 원향이 애팔래치아산맥에 있었다고 제안한다. 와이트는 언어학과 분자생물학 연구를 바탕으로 이로쿼이조어 화자들이 애팔래치아산맥의 남북 방향을 축으로 하는 문화적·경제적 교류에 참여했다고 주장한다. 지금으로부터 약 4천 ~ 3천 년 전 고대 후기(Late Archaic)에 이로쿼이조어 화자들은 동부 삼림 지대에서 일어난 농업의 출현과 석기 기술의 발달, 사회 구조의 복잡성 출현으로 인해 예전보다 더 정주 생활을 하게 되었고, 이에 따라 북이로쿼이어파와 남이로쿼이어파가 갈라지게 되었다. 그 뒤 수천 년 동안 동쪽과 북쪽으로부터 알곤킨어족, 서쪽으로부터 수어족 언어를 사용하는 민족들이 체사피크 지역과 캐롤라이나 일부 지역으로 언어·종교·문화·기술을 가져오면서 이들 민족이 북이로쿼이어파와 남이로쿼이어파 사이를 갈라놓았다.

## 역사
1820년 무렵 아칸소주에서 시쿼야라는 체로키족 사람이 체로키 말을 적기 위해 영어 알파벳을 본뜬 음절 문자를 새로 생각해 내어 체로키어 표기법이 생겨났다.

## 문자
체로키 문자를 만든 사람은 세쿼야이다. 문자 하나가 한 음절에 대응한다. 로마자와 비슷한 글자도 있으나 소리는 전혀 다르다 (예를 들어 /a/에 해당하는 글자는 Ꭰ로, 모양은 로마자 D와 비슷하다).
로마자로 옮겨적은 표기의 일부는 로마자의 대표소리값과 같지 않다. 체로키를 뜻하는 낱말인 Tsalagi는 실제로는 한국어 찰라기에 더 가깝다.
실제 발음나는 모든 소리가 문자에 반영된 것은 아니다. /d/+모음 음절은 표에서 /t/+모음에서 갈라져 나온 것으로 표시된다. 하지만 /g/로 시작되는 음절은 /k/로 시작되는 음절과 구별하지 않고 같이 다룬다. 게다가 긴 모음과 짧은 모음을 구별하지 않고, 소리 높낮이도 표시되지 않으며, 자음에 일정한 규칙이 없다.
그러나 문자를 잘 익힌 사람은 문맥에 따라 낱말을 구별할 수 있으며, 체로키문자는 요리법, 종교 지식, 전설 등 전통적 지식의 보존에 널리 쓰인다. 체로키문자는 체로키인 정체성의 중요한 요소이다.

### 체로키 유니코드
|     | 0 | 1 | 2 | 3 | 4 | 5 | 6 | 7 | 8 | 9 | A | B | C | D | E | F |
| --- | - | - | - | - | - | - | - | - | - | - | - | - | - | - | - | - |
| 13A | Ꭰ | Ꭱ | Ꭲ | Ꭳ | Ꭴ | Ꭵ | Ꭶ | Ꭷ | Ꭸ | Ꭹ | Ꭺ | Ꭻ | Ꭼ | Ꭽ | Ꭾ | Ꭿ |
| 13B | Ꮀ | Ꮁ | Ꮂ | Ꮃ | Ꮄ | Ꮅ | Ꮆ | Ꮇ | Ꮈ | Ꮉ | Ꮊ | Ꮋ | Ꮌ | Ꮍ | Ꮎ | Ꮏ |
| 13C | Ꮐ | Ꮑ | Ꮒ | Ꮓ | Ꮔ | Ꮕ | Ꮖ | Ꮗ | Ꮘ | Ꮙ | Ꮚ | Ꮛ | Ꮜ | Ꮝ | Ꮞ | Ꮟ |
| 13D | Ꮠ | Ꮡ | Ꮢ | Ꮣ | Ꮤ | Ꮥ | Ꮦ | Ꮧ | Ꮨ | Ꮩ | Ꮪ | Ꮫ | Ꮬ | Ꮭ | Ꮮ | Ꮯ |
| 13E | Ꮰ | Ꮱ | Ꮲ | Ꮳ | Ꮴ | Ꮵ | Ꮶ | Ꮷ | Ꮸ | Ꮹ | Ꮺ | Ꮻ | Ꮼ | Ꮽ | Ꮾ | Ꮿ |
| 13F | Ᏸ | Ᏹ | Ᏺ | Ᏻ | Ᏼ | Ᏽ |   |   | ᏸ | ᏹ | ᏺ | ᏻ | ᏼ | ᏽ |   |   |

|     | 0 | 1 | 2 | 3 | 4 | 5 | 6 | 7 | 8 | 9 | A | B | C | D | E | F |
| --- | - | - | - | - | - | - | - | - | - | - | - | - | - | - | - | - |
| AB7 | ꭰ | ꭱ | ꭲ | ꭳ | ꭴ | ꭵ | ꭶ | ꭷ | ꭸ | ꭹ | ꭺ | ꭻ | ꭼ | ꭽ | ꭾ | ꭿ |
| AB8 | ꮀ | ꮁ | ꮂ | ꮃ | ꮄ | ꮅ | ꮆ | ꮇ | ꮈ | ꮉ | ꮊ | ꮋ | ꮌ | ꮍ | ꮎ | ꮏ |
| AB9 | ꮐ | ꮑ | ꮒ | ꮓ | ꮔ | ꮕ | ꮖ | ꮗ | ꮘ | ꮙ | ꮚ | ꮛ | ꮜ | ꮝ | ꮞ | ꮟ |
| ABA | ꮠ | ꮡ | ꮢ | ꮣ | ꮤ | ꮥ | ꮦ | ꮧ | ꮨ | ꮩ | ꮪ | ꮫ | ꮬ | ꮭ | ꮮ | ꮯ |
| ABB | ꮰ | ꮱ | ꮲ | ꮳ | ꮴ | ꮵ | ꮶ | ꮷ | ꮸ | ꮹ | ꮺ | ꮻ | ꮼ | ꮽ | ꮾ | ꮿ |

## 지리적 분포
체로키어는 몇몇 오클라호마 공동체와 노스캐롤라이나의 빅 코브(Big Cove)나 스노버드(Snowbird) 와 같은 공동체에서 주로 쓰인다.

### 방언
유럽인과의 접촉 당시에 체로키어에는 저지대(Lower), 중부(Middle), 고지대(Overhill)의 3가지 주요 방언이 있었다. 사우스캐롤라이나주와 조지아주의 경계에서 쓰이던 저지대 방언은 1900년쯤에 사멸했다. 중부 방언(키투와 방언)은 콸라(Qualla)의 체로키 인디언 동부 집단이 사용하며 약 200명의 화자가 있다. 고지대 방언(서부 방언)은 오클라호마주 동부 및 노스캐롤라이나주의 스노버드 공동체에서 쓰이며 약 1,300명의 화자가 있다. 서부 방언은 가장 많이 쓰이는 방언으로서 체로키어의 주된 방언으로 여겨진다. 남아 있는 두 방언 모두 영어의 영향을 받았으며, 고지대(서부) 방언은 스페인어의 영향도 조금 받았다.
지금은 사라진 저지대 방언은 유음 r을 지녔던 반면, 현대 키투와 방언과 고지대 방언은 l을 지녔다. 성조를 발달시킨 것은 오클라호마 방언뿐이다. 저지대 방언과 키투와 방언은 고지대 방언의 tl 발음 대신 ts 발음을 지녔다. 예를 들어 ‘(밖이) 춥다’는 뜻의 낱말은 고지대 방언으로는 ᎤᏴᏝ ([ujʌ̃tˤɑ] 또는 [ujʌ̃tl̥á])이지만 키투와 방언으로는 ᎤᏴᏣ ([ujʌ̃t͡sɑ])이다.

## 음운론

### 자음
다음은 Scancarelli (1992:136)에 따른 체로키어 자음소의 목록이다.
|        |        | 양순음 | 치경음 | 경구개음 | 연구개음 | 순음화 연구개음 | 성문음 |
| ------ | ------ | ------ | ------ | -------- | -------- | --------------- | ------ |
| 비음   | 비음   | m      | n      |          |          |                 |        |
| 파열음 | 파열음 |        | t      |          | k        | kʷ              | ʔ      |
| 파찰음 | 중설음 |        | t͡s     |          |          |                 |        |
| 파찰음 | 설측음 |        | t͡ɬ     |          |          |                 |        |
| 마찰음 | 마찰음 |        | s      |          |          |                 | h      |
| 유음   | 유음   |        | l      |          |          |                 |        |
| 반모음 | 반모음 |        |        | j        |          | w               |        |

- 파열음 /t, k, kʷ/과 파찰음 /t͡s, t͡ɬ/은 어두나 모음 사이에서 [d, g, gʷ, d͡z, d͡ɮ]로 유성음화된다. /h/ 앞에서는 [tʰ, kʰ, kʷʰ, t͡sʰ]로 유기음화되지만, /t͡ɬ/는 단순히 무성 파찰음 [t͡ɬ] 또는 일부 오클라호마 방언 화자의 경우 [ɬ]로 발음된다.[15][16] 많은 화자들은 무기음과 유기음이 별개의 음소라고 느끼며, 로마자 전사나 체로키 문자 표기에서도 흔히 별개의 음소로 취급된다.
- /t͡s/는 화자나 방언에 따라 [t͡ɕ ⁓ t͡ʃ]로 발음되기도 한다.[17][18]
- /t͡ɬ/는 대부분의 노스캐롤라이나 방언에서 /t͡s/와 합류했다.[15]
- [g](/k/의 유성 변이음)은 [ɣ]로 약화될 수 있고, 마찬가지로 [gʷ](/kʷ/의 유성 변이음)도 [ɣʷ ⁓ w]로 약화될 수 있다.[19][20]
- 공명음 /n, l, j, w/는 /h/ 앞이나 뒤에서 [n̥, l̥⁓ɬ, j̥⁓ç, w̥⁓ʍ⁓ɸ]로 무성음화되고,[21] 어말에서도 종종 무성음화된다.[22]
- /m/은 유일한 양순음 음소이며 몇몇 단어에만 나타난다. /m/으로 시작하는 고유어 단어는 없고, /m/으로 끝나는 고유어 단어는 kham  하나뿐이다. /h/ 앞이나 뒤에 나타나는 경우는 없다. 영어 차용어에 종종 쓰인다.
- /m/을 제외한 양순음 음소가 없기 때문에, 영어나 스페인어에서 오래전에 들어온 차용어는 /f/를 /hw/로, /b, p/를 /kʷ, kʷʰ/로 받아들였다.[23]
- 단모음 뒤의 /s/ 앞에는 항상 약한 [h] 소리가 끼어든다. 이 소리는 일반적으로 로마자 전사에는 표기하지 않는다.[21][24][25]
- 성문음 /ʔ/, /h/ 및 상술한 [h] 소리는 여러 성문음 및 성조 교체에 관여하며, 어떤 경우에는 성조로 실현되기도 한다. 노스캐롤라이나 체로키어는 오클라호마 체로키어보다 /ʔ/를 더 많이 보존하고 있으며, 이는 종종 오클라호마 체로키어의 저조에 대응한다.[26][27]

### 모음
체로키어에는 5개의 구강모음과 1개의 비모음이 있고, 모음의 길이를 구별한다. 모음체계에 비모음이 있는 것은 모든 이로쿼이어족 언어의 특징이다. 체로키어에서 이 비모음의 음가는 [ə̃]이고 로마자로는 보통 ‹v›로 표기한다.
|        | 전설 | 중설 | 후설 |
| ------ | ---- | ---- | ---- |
| 고모음 | i iː |      | u uː |
| 중모음 | e eː | ə͂ ə͂ː | o oː |
| 저모음 |      | a aː |      |

- 어말 모음은 비음화된다. 그러나 어말 모음은 빨리 말할 때에는 생략되는 경우가 많다.[28] 비음 뒤의 모음도 비음화된다.[29]
- 단모음은 /h/ 앞에서 무성음화된다. 그러나 여러 음운론적 과정이 존재하는 탓에 이런 환경은 드물다.[28]

### 성조
오클라호마 체로키어는 표면적으로 6개의 성조를 구별한다. 2개는 고조와 저조의 평판성조로, 단모음이나 장모음에 나타날 수 있다. 4개는 상승조, 하강조, 저하강조(lowfall), 초고조(superhigh)의 굴곡성조로, 장모음에만 나타난다.
성조의 분석이나 표기에 관해서는 학계의 합의가 이루어지지 않았다. 대체로 학자들은 6개 성조가 음소적으로 대립하는 것이 아니고, 기저에 드문드문 표시된 일종의 고저 악센트로부터 여러 규칙을 통해 도출되는 것이라고 본다.
다음은 주요 저술에서 사용한 성조 표기법을 나타낸 것이다.
| 모음 길이 | 성조              | IPA | Pulte & Feeling (1975) | Scancarelli (1986) | Montgomery- Anderson (2008,2015) | Feeling (2003), Uchihara (2016) |
| --------- | ----------------- | --- | ---------------------- | ------------------ | -------------------------------- | ------------------------------- |
| 단모음    | 저조(Low)         | ˨   | ạ²                     | à                  | a                                | a                               |
| 단모음    | 고조(High)        | ˧   | ạ³                     | á                  | á                                | á                               |
| 장모음    | 저조(Low)         | ˨   | a²                     | à:                 | aa                               | aa                              |
| 장모음    | 고조(High)        | ˧   | a³                     | á:                 | áa                               | áá                              |
| 장모음    | 상승조(Rising)    | ˨˧  | a²³                    | ǎ:                 | aá                               | aá                              |
| 장모음    | 하강조(Falling)   | ˧˨  | a³²                    | â:                 | áà                               | áà                              |
| 장모음    | 저하강조(Lowfall) | ˨˩  | a¹ (= a²¹)             | ȁ:                 | aà                               | àà, àa                          |
| 장모음    | 초고조(Superhigh) | ˧˦  | a⁴ (= a³⁴)             | a̋:                 | áá                               | aa̋                              |

- 저조는 가장 흔하고 무표적인 성조이다.[33]
- 고조는 유표적인 성조이고, 여러 규칙에 따라 앞이나 뒤로 확산될 수 있다.
- 상승조와 하강조는 저조와 고조의 조합이다.
- 저하강조와 초고조는[34] 각각 저조 및 고조와 같은 음높이에서 시작해서 더욱 낮아지거나 더욱 높아진다. 초고조는 고유한 형태통사론적 기능이 있어, 주로 형용사나 부사, 또는 명사에서 파생된 동사에 나타난다. 초고조는 단어에서 가장 오른쪽에 있는 장모음에만 나타날 수 있다.[35] 초고조는 한 단어에 최대 하나밖에 나타날 수 없는데, 이는 다른 성조에는 존재하지 않는 제약이다. 이런 특징 때문에 일부 학자들은 초고조를 “강세”라 부르기도 한다.[36]
- 어말 모음은 일반적으로 성조 면에서 무표이며, 자동적으로 고조를 받는다. 이때의 고조는 일반적인 고조보다 약간 더 높다. 어말 모음은 생략될 수 있는데, 이로 인해 새로운 모음이 어말에 놓이게 되면 그 모음의 성조와 비음성은 유지된다.[37]

### 음절 구조
가장 흔한 음절 구조는 CV이고, 일반적으로 기저에는 음절말 자음이 없다. 그러나 음위전환과 모음 탈락, 또 빠르게 말할 때의 어말 모음 탈락으로 표면형에는 음절말 자음(군)이 나타날 수 있다.
음절초에는 다음과 같은 자음군이 올 수 있다.
- 단일 자음
- /h/ + 공명자음
- /s/ + /t, th, k, kh, kʷ, kʷʰ, (l, t͡ɬ, n)/
- /t͡s/ + 장애음

음절말에는 /ʔ, h/가 올 수 있지만, /h/는 단모음 뒤에만 올 수 있고 장모음 뒤에는 올 수 없다.

### 음운 규칙
모음 탈락
저조 단모음은 다음 환경에서 탈락한다. 그 결과 탈락한 모음 앞의 무기음(유성음)과 모음 뒤의 /h/가 만나 유기음(무성음)이 된다.
{t, k, j, w, ts, n, kʷ, l} _ h {파열음(파찰음), 모음}
다음과 같은 단어에서 찾아볼 수 있다.
| hwikhthi [w̥ikʰtʰi] |   |                |
| wi-hi-kahthi       |   |                |
| TRN-2A-head.toPRC  |   |                |
| “그가 말한다.”     | / | “내가 말한다.” |
/h/ 음위전환
거의 같은 환경에서 일어난다. /h/ 뒤에 오는 음소가 공명자음 /w, y, n, l/일 경우, 모음은 탈락하지 않고 /h/와 자리를 바꾼다. 그러나 어떤 화자들은 이 규칙을 적용하지 않는다.
{t, k, j, w, ts, n, kʷ, l} _ h {w, y, n, l}
다음 두 단어 중 전자는 음위전환이 일어나는 예이고, 후자는 그렇지 않은 예이다.
| khanoohéha     | / | hihnoohéha     |
| ka-hnoohéha    | / | hi-hnoohéha    |
| 3A-tell.PRC    | / | 2A-tell.PRC    |
| “그가 말한다.” | / | “내가 말한다.” |
인칭 접사 후두음화
모음으로 시작하는 인칭 접사가 주절 동사의 맨 앞에 붙으면 저하강조를 받는다. 첫 모음이 단모음인 경우 저하강조를 받기 위해 장음화된다.
후두음 교체
/h/를 포함하는 어간에 특정한 인칭 접사가 붙으면 /h/가 /ʔ/로 교체된다. 이런 인칭 접사로는 예를 들어 A형 1인칭 단수 접두사 ji-/k-가 있다.
| aáyvvhíha        | / | jiyvʔíha         |
| a-yvvhíha        | / | ji-yvvhíha       |
| 3A-enter.PRC     | / | 1A-enter.PRC     |
| “그가 들어간다.” | / | “내가 들어간다.” |
오클라호마 방언에서 /ʔ/은 자음 앞에서 저하강조로 실현된다. 단, 모음이 원래 고조일 경우는 하강조로 실현된다. 노스캐롤라이나 방언에서는 그렇지 않고 /ʔ/가 유지된다.
| 오클라호마:     | jiìnéeka         |
| 노스캐롤라이나: | jiʔnéeka         |
|                 | ji-hnéeka        |
|                 | 1A-answer.PRC    |
|                 | “내가 대답한다.” |
선기식음
모음 탈락이나 음위전환의 결과로 만들어진 것이 아닌 기저의 유기 파열음은 그 앞에 /h/가 있는 것처럼 행동한다. 이 /h/는 음절 구조 제약을 만족시킬 수 없을 때에는 실현되지 않지만, 모음 탈락이나 음위전환 등의 현상에 참여한다. 후두음 교체에 의해 유기음이 무기음 + /ʔ/ 연쇄로 변하면 선기식음 /h/도 사라진다. 유기 파찰음은 선기식음을 갖지 않는 것으로 보인다. 단, /t͡ɬh/는 예외이다.
규칙 적용 순서
지금가지 언급한 규칙들은 일정한 순서에 따라 일어난다.
1. 후두음 교체
2. 음위전환, /h/에 의한 모음 탈락
3. 인칭 접사의 어말 모음 탈락 (모음으로 시작하는 어간 앞에서)
4. 초고조 할당
5. 인칭 접사 후두음화
6. /h/의 음절화

다음은 이러한 순서에 따른 표면형 도출 과정을 나타낸 것이다.
| 기저형                | aa-kahthiíya         | ji-kahthiíya         | ka-hnéeka   | ji-hnéeka   |
| 1. 후두음 교체        | (그대로)             | jikaʔthiíya          | (그대로)    | jiʔnéeka    |
| 2. 음위전환/모음 탈락 | aakhthiíya           | (그대로)             | khanéeka    | (그대로)    |
| 3. 저하강조 실현      | (그대로)             | jikaàthiíya          | (그대로)    | jiìnéeka    |
| 4. 인칭 접사 후두음화 | aàkhthiíya           | (그대로)             | (그대로)    | (그대로)    |
| 표면형                | aàkhthiíya           | jikaàthiíya          | khanéeka    | jiìnéeka    |
| 뜻                    | 그가 그것을 기다린다 | 내가 그것을 기다린다 | 그가 말한다 | 내가 말한다 |

## 문법
체로키어의 어순은 유동적이며 정보의 새로운 정도, 논항의 한정성과 유정성 등의 맥락적 요인에 영향을 받는다. 명사구 내에서는 일반적으로 한정사, 양화사, 형용사 등이 피수식 명사보다 앞에 온다. 목적어가 하나뿐이면 일반적으로 동사보다 앞에 온다. 체로키어는 전치사가 아닌 후치사 언어이다. 후치사구 따위의 부사적 성분은 보통 피수식어보다 앞에 온다.
체로키어의 절은 최소한 주어와 술어로 이뤄진다. 동사, 형용사, 명사가 술어가 될 수 있다. 동사에는 논항을 표시하는 인칭 접두사가 붙으며, 논항은 맥락에서 유추 가능한 때에는 생략될 수 있으므로, 체로키어 문장은 동사 하나만으로도 이뤄질 수 있다. 문장에 3인칭 주어 명사구와 3인칭 목적어 명사구가 둘 다 있는 경우, 일반적으로 주어가 목적어보다 앞에 온다.

### 인칭 접두사
체로키어의 동사에는 반드시 논항의 인칭을 나타내는 접두사가 하나 붙는다. 자동사에 붙는 접두사는 주어의 인칭을 나타내고, 타동사에 붙는 접두사는 주어 또는 목적어 또는 둘 모두의 인칭을 나타낸다. 이때 접두사로 표시되는 논항은 주로 타동사가 나타내는 사건에 더 깊이 관여되어 있는 쪽, 즉 사건에 더 영향받는 쪽이다. 형용사나 명사에 인칭 접두사가 붙기도 한다. 체로키어는 1, 2, 3인칭의 세 인칭을 구분한다. 1인칭과 2인칭 접두사는 단수, 쌍수, 복수의 세 수를 구분하지만, 3인칭은 쌍수와 복수의 구분이 없다. 또 1인칭 쌍수와 복수는 청자의 포함 여부에 따라 포함1인칭과 배제1인칭으로 나뉜다.  체로키어의 인칭 범주를 정리하면 다음과 같다.
|           | 단수   | 쌍수    | 복수      |
| --------- | ------ | ------- | --------- |
| 포함1인칭 | 나     | 너와 나 | 너희와 나 |
| 배제1인칭 | (없음) | 그와 나 | 그들과 나 |
| 2인칭     | 너     | 너희 둘 | 너희      |
| 3인칭     | 그     | 그들    | 그들      |

인칭 접두사는 A형, B형, 결합형, 목적어초점형의 4가지 계열이 있다. A와 B형은 1 ~ 2개의 논항을 나타내고, 결합형은 2개의 논항을 나타내며, 목적어초점형은 목적어라는 1개의 논항만 나타낸다.
어떤 동사 어간은 선행하는 인칭 접두사의 모음을 장모음화시킨다. 단, B형 3인칭 단수 접두사 uu-는 이런 어간에 붙으면 uwaa-로 바뀐다.
A형 접두사
먼저 목적어가 없거나 3인칭 무정물일 때 쓰이는 형태는 다음과 같다.
|           | 단수    | 쌍수    | 복수   |
| --------- | ------- | ------- | ------ |
| 포함1인칭 | ji-/k-  | iinii   | iitii- |
| 배제1인칭 |         | oostii- | oojii- |
| 2인칭     | hi-     | stii-   | iijii- |
| 3인칭     | a-, ka- | anii-   | anii-  |

A형 접두사의 마지막 모음은 모음으로 시작하는 어간 앞에서 탈락한다. 단, 1인칭 단수 접두사는 자음 앞에서 ji-, 모음 앞에서 k-가 선택된다.
3인칭 단수는 a-, ka-가 예측 불가능한 변이를 보인다. 한 가지 규칙은 o, u, v로 시작하는 어간 앞에선 반드시 ka-가 쓰인다는 것이다. (이때 a가 탈락해 k-가 된다.) a, e로 시작하는 어간 앞에선 a-가 쓰이기도 하고 ka-가 쓰이기도 하는데, a-가 쓰이면 어간의 첫 모음이 탈락된다. 그러나 어간의 첫 모음이 고조이면 탈락하지 않고, 대신 a-가 탈락한다.
다음으로 목적어가 3인칭 유정물일 때 쓰이는 형태는 다음과 같다. 주어가 배제1인칭이나 3인칭일 때는 차이가 없다.
|           | 단수       | 쌍수    | 복수   |
| --------- | ---------- | ------- | ------ |
| 포함1인칭 | jii-/jiiy- | eenii   | eetii- |
| 배제1인칭 |            | oostii- | oojii- |
| 2인칭     | hii-/hiiy- | eestii- | eejii- |
| 3인칭     | a-, ka-    | anii-   | anii-  |

jii-, hii-는 자음으로 시작하는 어간 앞에서, jiiy-, hiiy-는 모음으로 시작하는 어간 앞에서 쓰인다.
유정물 목적어 형태의 접사들은 어간의 후두음 교체를 일으킨다. 또, A형 1인칭 단수 접사들도 모두 후두음 교체를 일으킨다.
| iìjahyvthéesko        |  | eèjaàyvthéesko        |
| iijii-ahyvthéesk-óʔi  |  | eejii-ahyvthéesk-óʔi  |
| 2A.PL-kick.INC-HAB    |  | 2A.PL.AN-kick.INC-HAB |
| “너희가 그것을 찬다.” |  | “너희가 그를 찬다.”   |
인칭 접두사의 모음을 장모음화시키는 어간에 A형 유정 접사가 붙으면, 어간 앞에 aa가 붙는다.
| hiijalkíisko          |  | thiiyaajaakalv             |
| hi-xxjalkíisk-óʔi     |  | ti-hii-xxjaakal-vvʔi       |
| 2A-rip.INC-HAB        |  | DST2-2A.AN-scratch.CMP-FIM |
| “네가 그것을 찢는다.” |  | “그를 긁어라!”             |
B형 접두사
|           | 단수      | 쌍수     | 복수   |
| --------- | --------- | -------- | ------ |
| 포함1인칭 | aki-/akw- | kinii    | iikii- |
| 배제1인칭 |           | ookinii- | ookii- |
| 2인칭     | ja-       | stii-    | iijii- |
| 3인칭     | uu-, uw-  | uunii-   | uunii- |

A형처럼 B형 접두사의 마지막 모음은 모음으로 시작하는 어간 앞에서 탈락한다. 단, 1인칭 단수는 자음 앞에서 aki-, 모음 앞에서 akw-가 선택된다. 또 3인칭 단수는 e, o, u 앞에서 uw-가 선택되고 그 밖에는 uu-가 선택된다. (uu- 뒤에 v가 오면 uwa로 융합된다. a가 오면 a가 탈락한다.)
B형 접두사가 타동사에 붙는 경우 주어의 인칭과 3인칭 무정물 목적어를 나타낸다. 목적어가 3인칭 유정물인 경우, B형이 아니라 A형 유정물 접두사를 사용해야 한다.
3인칭 복수 주어와 1/2인칭 목적어
주어가 3인칭 복수이고 목적어가 1 또는 2인칭인 경우, 목적어의 인칭과 수를 나타내는 접두사가 쓰인다. 이 형태는 B형 접두사 앞에 kee-를 붙인 것으로 생각할 수 있다.
|           | 단수          | 쌍수      | 복수    |
| --------- | ------------- | --------- | ------- |
| 포함1인칭 | kvvki-/kvvkw- | keekinii  | keekii- |
| 배제1인칭 |               | kookinii- | kookii- |
| 2인칭     | keeja-        | keestii-  | keejii- |

비인칭 oo-
접사 oo-는 특정한 사람에 관한 것이 아닌 일반적인 명제를 나타낼 때 쓰이는 비인칭 접사이다. B형 접사가 쓰일 수 있는 환경에서만 쓰인다. oo- 뒤에 v가 오면 owa로 융합된다.
결합형 접두사
결합형 접두사는 주어와 목적어가 모두 1/2인칭일 때 쓰인다. (이때 포함1인칭과 배제1인칭의 구분은 없고, 모두 배제1인칭으로 이해된다.) 빗금 앞에 있는 것이 자음 앞에서, 빗금 뒤에 있는 것이 모음 앞에서 쓰이는 이형태이다.
|                         | 주어와 목적어가 단수 | 주어와 목적어 중 하나가 쌍수, 하나가 단수 | 주어와 목적어 중 하나가 복수 |
| ----------------------- | -------------------- | ----------------------------------------- | ---------------------------- |
| 2인칭 주어 1인칭 목적어 | ski-/skw-            | iiskinii-/iiskin-                         | iiskii-/iiskiiy-             |
| 1인칭 주어 2인칭 목적어 | kvv-/kvvy-           | iistvv-/iistvvy-                          | iijvv-/iijvvy-               |

목적어초점형 접두사
목적어초점형 접두사는 목적어의 인칭을 나타내며 주어를 명확하게 드러내지 않는 경우에 쓰인다. 또 주어와 목적어가 모두 3인칭 유정물인 경우에도 자주 쓰이는데, 이를 관장하는 담화상의 요인은 아직 잘 알려지지 않았다.
|           | 단수        | 쌍수          | 복수          |
| --------- | ----------- | ------------- | ------------- |
| 포함1인칭 | vvki-/vvkw- | eekinii       | eekii-        |
| 배제1인칭 |             | ookinii-      | oojii-        |
| 2인칭     | eeja-       | eestii-       | eejii-        |
| 3인칭     | aji-/ak-    | keejii-/keek- | keejii-/keek- |

후두음 교체
후두음 교체를 일으키는 접두사의 목록은 화자마다 약간 차이가 있다. 1987:71)에 따른 목록은 다음과 같다.
- A형
  - 1인칭 단수 ji-
- A형 유정물
  - 1인칭 단수 jii-
  - 2인칭 단수 hii-
  - 1인칭 쌍수 eenii-
  - 1인칭 복수 eetii-
  - 배제1인칭 쌍수 oostii-
  - 배제1인칭 복수 oojii-
  - 2인칭 쌍수 eestii-
  - 2인칭 복수 eejii-
- 결합형
  - 1>2인칭 단수 kvv-
  - 1>2인칭 쌍수 stvv-
  - 1>2인칭 복수 iìjvv-
  - 2>1인칭 단수 ski-
- 목적어초점형
  - 3인칭 단수 aji-
  - 3인칭 복수 keeji-
  - 1인칭 쌍수 eekini-
  - 1인칭 복수 eeki-
  - 2인칭 쌍수 eestii-
  - 2인칭 복수 eeji-

단순 A형 접두사 중에는 ji-만이 후두음 교체를 일으키고, B형 접두사 중에는 후두음 교체를 일으키는 것이 없다.

### 동사
동사는 적어도 인칭 접두사와 어간으로 이루어진다. 어간은 5가지 주요 형태가 있으며 이로부터 모든 동사 굴절형을 도출할 수 있다. (이 어간을 다시 어근과 상 접미사로 분석할 수도 있지만, 이에 관한 규칙과 예외 사항이 매우 복잡해서 어간을 하나의 단위로 취급하는 것이 더 실용적일 수 있다.) -steelíha ‘돕다’를 예로 들면 다음과 같다.
1. 현재진행형(Present Continuous) -steelíha
2. 미완료형(Incompletive) -steeliísk-
3. 직면형(Immediate) -steéla
4. 완료형(Completive) -steelvvh-
5. 명사형(Deverbal Noun) -stehlt-

체로키어의 동사는 A형 접사와 B형 접사 중 무엇을 취하느냐에 따라 A형과 B형 동사로 나뉜다. 어느 동사가 A형인지 B형인지는 예측 불가능하며 어휘부에 명시되어야 한다. A형 동사는 1, 2, 3번 어간에 A형 인칭 접두사가 붙고 4, 5번 어간에 B형 인칭 접두사가 붙는다. B형 동사는 모든 어간에 B형 인칭 접두사가 붙는다. (단, B형 동사도 목적어가 3인칭 유정물이면 A형 유정물 접두사가 붙는다.) 타동사는 A형이든 B형이든 결합형이나 목적어초점형 인칭 접두사도 취할 수 있다. 자동사의 약 1/3 정도가 B형인데, 이들은 상태, 자세, 신체 작용, 비자발적 행동을 나타내는 경향이 있다. B형 타동사는 행위자가 아닌 경험자 주어를 갖는 경우가 많다. 다시 A형 동사인 -steelíha의 3인칭 형태를 예로 들면 다음과 같다.
1. 현재진행형 aàsteelíha ‘그가 돕고 있다’
2. 미완료형 aàsteeliískvv́ʔi ‘그가 돕고 있었다’
3. 직면형 aàsteéla ‘그가 (지금 막) 도왔다’
4. 완료형 uùsteelvvhvv́ʔi ‘그가 도왔다’
5. 명사형 uùstehlti ‘그가 돕기’

A형과 B형 접두사는 자동사의 경우 주어의 인칭을 나타내고, 타동사의 경우 주어의 인칭에 더해 목적어가 3인칭 무정물임을 나타낸다. 이때 목적어는 단수로 가정되는데, 만약 목적어가 3인칭 복수 무정물이면 인칭 접두사 앞에 접두사 tee-가 붙는다.
어간의 5가지 형태는 시제, 상, 서법 등의 의미를 나타낸다.
1. 현재진행형: 현재시제 + 진행상
2. 미완료형: 습관상 / 과거시제 접미사들이나 절대미래 접미사와 함께 쓰인 경우, 진행 중이고 완료되지 않은 사건을 표시
3. 직면형: 바로 직전의 과거 / 명령법 / 바로 직후의 미래
4. 완료형: 과거 또는 미래에 일어난 사건
5. 명사형: 능력 / 의무 / 명사 파생 / 명사절의 동사

미완료형, 완료형, 명사형 어간은 인칭 접두사뿐만 아니라 동사말(末) 접미사를 취한다. 미완료형 어간에는 4가지 동사말 접미사가 붙을 수 있다.
1. 습관상 -óʔi
2. 경험과거 -vv́ʔi: 화자가 사건을 직접 목격했다는 증거성을 표시
3. 비경험과거 -éʔi: 화자가 사건을 직접 목격하지 않았음을 표시
4. 절대미래 -éesti: 행동주의 의지에 의해 미래에 벌어질 사건을 표시

완료형 어간은 미완료형과 마찬가지로 경험과거 -vv́ʔi, 비경험과거 -éʔi, 절대미래 -éestʔi와 함께 쓰인다. 또 일반적인 명령법보다 더 먼 미래의 행동을 명령하는 미래명령법(Future Imperative) 접미사 -vvʔi도 붙을 수 있다. 그 밖에 다른 파생형을 만드는 데도 주로 완료형 어간이 쓰인다.
직면형 어간은 바로 직전의 과거를 나타낸다. 또한 명령법에서도 쓰인다. 명령법에서 동사의 마지막 모음은 직전과거형에서보다 높은 성조로 발음된다. 또한 인칭 접두사 앞에 붙는 비현실법(Irrealis) 접두사 yi-와 함께 쓰이면 아주 가까운 미래에 벌어질 사건을 나타낸다. 자연스러운 종료 지점이 없는(atelic) 동사는 직면형이 없다. 이런 동사의 예로는 -hyeha ‘손에 쥐다’, -áaʔi ‘걷다’, -sv́v̀ska ‘냄새나다’ 등이 있다.
명사형 어간의 주요한 기능 중 두 가지는 능력과 의무를 표현하는 것이다. 의무법은 명사화 접미사 -i와 동사의 마지막 장모음의 성조를 초고조로 바꿈으로서 나타낸다. 능력법은 별개의 명사화 접미사 -i/-ííʔi로 나타내는데, 둘 중 첫 번째 변이형이 더 많이 쓰인다. 따라서 성조를 제외하면 의무(‘~해야 한다’)와 능력(‘~할 수 있다’)은 거의 동일하게 표현된다.

#### 분류동사
분류동사는 목적어의 종류에 따라 형태가 달라지는 동사들이다. 체로키어의 분류동사는 목적어를 생김새에 따라 고체(solid), 액체(liquid), 생물(living), 길쭉한 것(long), 유연한 것(flexible)의 다섯 종류로 구분한다. 이러한 동사들은 여러 북미 원주민 언어에 나타나며 특히 애서배스카어족에 흔하다. ‘고체’ 분류는 가장 무표적인 분류로서, 나머지 분류에 잘 들어맞지 않는 대상은 모두 ‘고체’로 분류된다. 일반적으로 분류동사의 여러 형태에는 명확히 분리 가능한 접사 같은 요소가 나타나지 않으며, 이러한 형태들을 만들어내는 형태론적 과정은 오래 전에 비생산적이 되었기 때문에 따로 암기해야 한다. 현재 체로키어에는 약 40개의 분류동사가 남아 있고, 대부분 물체를 만지거나 다루거나 옮기는 것과 관련된 의미이다.
| 분류      | 예문               | 뜻                    |
| --------- | ------------------ | --------------------- |
| 고체      | khalseéji aàkiha   | 나는 사탕을 가졌다.   |
| 액체      | uúkáma aàkinéha    | 나는 수프를 가졌다.   |
| 생물      | soókwíli aàkikháha | 나는 말[馬]을 가졌다. |
| 길쭉한 것 | kaloòkwe aàkwvv́ya  | 나는 총을 가졌다.     |
| 유연한 것 | aàsuulo aàkinaʔa   | 나는 바지를 가졌다.   |

#### 계사
체로키어는 무계사(zero copula) 언어로, 현재시제에서 계사가 필요없다. 그러나 다른 시제나 상을 표현할 때는 계사가 필요하며, 주장을 강조할 때 현재시제에서도 계사를 사용하기도 한다. 체로키어 계사의 형태는 -k-이며 3인칭으로만 쓰이는데, 체로키어에서 유일하게 인칭 접사가 붙지 않는 동사이다. 현재진행형은 -ka, 미완료형은 -keès-, 직면형은 -ki, 완료형은 -keèh-이다. 명사형은 없다.

#### 동사 접두사
인칭접두사 앞에 오는 접두사
이러한 접두사는 여러 개가 붙을 수 있지만 셋 이상이 붙는 경우는 드물다. 여럿이 나타날 때의 순서는 화자마다 약간 차이가 있지만, 항상 지켜지는 규칙도 있다. 예를 들어 비현실 접두사 yi-와 관계화 접두사 ji-는 항상 맨 앞에 오며 동시에 나타날 수 없다. 상당수의 접두사는 다른 접두사와 함께 나타날 때 형태를 바꾼다. 또한 뒤에 오는 인칭접두사의 형태에 영향을 주기도 한다.
- 비현실 IRR yi-
- 관계화 REL ji-
- 부정명령 NGI jii-
- 멀어짐(translocative) TRN wi-
- 부분성(partitive) PRT ni-/ii-
- 분배성(distributive) DST tee-/ti-
- 유정 복수 ANP kaa-
- 가까워짐(cislocative) CIS ti-/ta-
- 가까워지는 움직임(cislocative motion) CSM ta-
- 미래 FUT ta-
- 반복 ITR ii-/vv-
- 부정시간(negative time) NGT kaa-
- 가까워지라는 명령(cislocative imperative) CSI ee-

비현실 yi-
비현실 접두사는 아직 발생하지 않은 사건을 나타낸다. 가장 중요한 기능은 부정 표현으로, 이때는 부정 불변화사 thla가 동사 앞에 같이 나타난다. thla가 없는 경우, 비현실 접두사가 붙은 동사는 “~하면, ~할 때마다” 와 같은 조건의 의미를 갖는다. 이때는 동사 맨 오른쪽의 장모음이 초고조를 받는다. 직면형 어간에 yi-가 붙으면 가능의 의미를 나타낸다. yi-는 wi- TRN 앞에서는 yu-로 실현된다.
관계화 ji-
주된 기능은 동사가 관계절을 이룸을 나타내는 것이다. 그 밖에 사건이 과거의 특정한 시점에 일어났음을 나타내기도 한다.
부정명령 jii-
부정명령문을 만든다. jii- 뒤에 오는 tee- DST는 형태가 too-로 바뀐다.
멀어짐(translocative) wi-
화자로부터 멀어지는 동작이나, 화자로부터 먼 곳에서 벌어지는 사건을 나타낸다. 그 밖에 1인칭이나 3인칭 명령문을 나타내기도 하고, 주절의 사건에 시간적으로 앞선 사건을 나타내기도 한다. 형용사에 붙으면 최상급을 나타낸다. 뒤따르는 인칭 접두사에 고조를 첨가한다. wi- 뒤에 ITR ii-/vv-가 오면 wvv-로 합쳐진다.
부분성(partitive) ni-/ii-
다양한 기능을 지닌다. 완료된 사건을 나타내기도 하고, 현재까지 이어지는 특정한 시기에 사건이 벌어지고 있음을 나타내기도 하고, 거의 일어날 뻔한 사건을 나타내기도 한다. Pulte & Feeling (1975:245)에 의하면 “언급되는 사람이 화자의 옆쪽에 있음”을 나타내기도 한다. 그 밖에 ‘(일이) 일어나다’, ‘되다’, ‘말하다’, ‘~처럼 보이다’, ‘고치다’ 따위의 동사에는 특별한 의미 없이 항상 붙어서 나타난다. 부정 명사화 접미사(negative deverbalizer) -v́v́na와 함께 쓰이면 “~하지 않고, ~하지 않은 채” 또는 “~하기 전에”의 의미를 나타낸다. 과거에 실제로 일어난 사건에 대해 “~할 때마다”와 같이 말할 때는 비현실 yi-가 아니라 부분성 ni-/ii-가 쓰인다. ni-가 기본 형태이고, ii-는 명사파생형 어간 및 파생형에서 쓰인다. 모음 앞에서는 사이에 y가 첨가된다.
분배성(distributive) tee-/ti-
목적어가 복수이거나, 동작이 여러 번 이루어짐을 나타낸다. tee-는 자음 앞에서 나타나며, 뒤따르는 모음을 고조로 만든다. tee-가 i 앞에 오면 i가 탈락하고 tee-가 고조를 받는다. 그 밖의 모음 앞에서는 t-가 쓰인다. 한편 ti-는 명사, 형용사, 직면형 명령, 비현실 접사가 붙은 동사, 명사파생형에서 쓰인다. ti-가 i 앞에 오면 i가 탈락하며, e, o, u 앞에 오면 ti- 대신 j-로 발음되고, a 앞에 오면 a가 탈락하고 i가 장음화된다. 미래시제 ta-, 반복 ii-, CIS ti- 앞에서는 too-가 된다. ‘가르치다’, ‘세다’, ‘뛰다’, ‘지치다’, ‘노래하다’ 따위의 동사(주로 반복적인 행동을 나타냄)에는 항상 붙어서 나타난다.
유정 복수 kaa-
일부 화자들은 3인칭 유정 복수 목적어를 표시하기 위해 kaa-를 사용한다. 그러나 오클라호마 체로키어에서는 보다 오래된 접두사인 kaa- 대신 유정과 무정 복수 목적어를 모두 분배성 접두사 tee-로 나타내는 일이 흔해지고 있다. 많은 화자들은 유정 복수 목적어의 경우 kaa-와 tee-를 혼용한다.
가까워짐(cislocative) ti-/ta-
화자를 향하거나 화자에게 가까워지는 동작을 나타낸다. 뒤따르는 모음에 따라 분배성 접두사 ti-와 같은 방식으로 형태가 달라진다. 분배성 접두사와 형태는 비슷하지만, 같은 동사에 두 접두사가 동시에 붙을 수 있다는 점에서 별개의 접사임을 알 수 있고, 특히 이 경우 분배성 접사는 too-의 형태가 된다. Pulte & Feeling (1975:253)에 따르면 경험과거 접미사 -vv́ʔi가 붙은 동사에서는 또다른 특수한 형태를 보인다고 한다. 이 경우 e, o, u 앞에서는 tay-로 나타나고, 뒤에 a가 오면 tvv-로 합쳐진다.
가까워지는 움직임(cislocative motion) ta-
이동동사에 붙어 화자에게 가까워지는 이동을 나타낸다. e, o, u 앞에서는 tay-가 되고, i 앞에서는 i가 탈락하고 a가 장음화되며, a 앞에서는 tvv-로 합쳐진다. Pulte & Feeling (1975:251)에 따르면 이 접사는 습관상, 비경험과거, 의도성(Intentional) 접미사와 함께 쓰이면 ti-로 실현된다.
미래 ta-
ta-는 이동(Motion) 접미사 -i가 붙은 완료형 어간에 붙는다. 이 구성은 근미래에 벌어질 사건을 나타낸다. e, o, u 앞에서는 tay-가 되고, i 앞에서는 i가 탈락하고 a가 장음화되며, a 앞에서는 tvv-로 합쳐진다. 절대미래 접미사 -éesti와 다른 점은 절대미래가 발화시 이후만을 가리킬 수 있는 데 비해 미래 접두사 ta-는 상대적 미래도 나타낼 수 있다는 점이다.
반복(iterative) ii-/aa-
동작의 반복을 나타낸다. 어간과 어말접미사에 따라 ii- 또는 aa-의 형태가 선택되는데, 정확한 조건은 화자와 방언에 따라 차이가 크다. Pulte & Feeling (1975:254)에 따르면 명사형 어간, 이동동사가 아닌 동사의 현재진행형 어간, 경험과거 접미사 -vv́ ʔi가 쓰인 경우에는 vv-의 형태가 쓰인다고 한다.
부정시간(negative time) kaa-
기본적인 기능은 어떤 사건이 일정 기간 동안 일어나지 않았음을 나타내는 것이다. ‘~한 지 [얼마나 되었다]’의 뜻으로, 종속절에 쓰여 주절을 수식한다. 뒤따르는 a와 합쳐져 kvv-이 된다. B형 3인칭 접두사 uu- 와 합쳐지면 kvvwa-가 되고, i, e, o 앞에서는 kaay-가 된다. 다른 기능으로 B형 인칭접사 및 명사형 어간과 함께 쓰여 동작을 수행할 능력을 나타내는 것이 있다. 이때 마지막 장모음의 성조는 초고조가 된다.
가까워지라는 명령(cislocative imperative) ee-
화자에게 가까워지는 이동을 나타낸다는 점에서 CSM 접두사와 비슷하지만, 명령에만 쓰인다. 분배성 접두사와 함께 쓰일 수 없으며, 분배성 접두사가 있는 상황에서는 CIS 접두사로 대체된다.
인칭접두사 뒤에 오는 접두사
재귀태 RFL ataat-/ataa-/at-
타동사에 붙어 주어와 목적어가 같음을 나타낸다. 어간이 a 이외의 모음으로 시작하면 ataat-, 자음으로 시작하면 ataa-, a로 시작하면 at-가 된다. 재귀문의 주어가 복수일 경우 재귀태 접사뿐 아니라 분배 접사도 붙여야 한다.
| iyvtaha                               | uutááhnntatistohti                 |
| iyvtaha                               | uu-ataat-xxnvhtati-stoht-i         |
| sometimes                             | 3B-RFL-remember(I)\MOD-CAU:DVN-NOM |
| “때로 그는 스스로를 상기시켜야 했다.” |                                    |

중간태 ataa-/ali-/at-
역시 타동사에 붙어 결합가를 하나 줄이는 접사이다. 주어가 의미적으로 행위자의 성질과 피행위자의 성질을 모두 지녔음을 나타낸다. 어간이 모음으로 시작하면 at-, h로 시작하면 ali-, 그 밖의 자음으로 시작하면 ataa-가 된다.

#### 결합가 전환
체로키어는 자동사, 타동사, 이중타동사를 구별하는데, 동사의 결합가를 바꾸는 여러 종류의 파생 접사 및 인칭 접사가 있다.
적용태
적용태 접사는 동사에 새로운 목적어를 추가한다. 현재진행형 어간에 붙으며, 다음의 다섯 가지 형태를 지닌다.
1. 현재진행형: -eéha
2. 미완료형: -eéh-
3. 직면형: -si (명령) / -eéli (직전에 일어난 사건)
4. 완료형: -eél-
5. 명사형: -eht-

동사 일치에 있어서는 이렇게 새로 추가된 논항만이 목적어로 취급된다. 새로운 목적어의 의미역은 발화를 듣는 사람(addressee), 수여자(recipient), 수혜자(beneficiary), 피해자(maleficiary) 등이 있다. Dukes (1990:96)에 따르면 원래 동사의 목적어가 1 또는 2인칭인 경우 적용태로 바꿀 수 없다. 다음은 적용태를 통해 동사의 결합가가 늘어나는 것을 보여주는 예문이다.
| hakhtháàstiiha        |  | skwakhtáàstaneéha            |
| hi-akahtháàstiiha     |  | ski-akahtáàstan-eéha         |
| 2A-wink.PRC           |  | 2>1-wink.CMP-APL.PRC         |
| “네가 윙크하고 있다.” |  | “네가 나에게 윙크하고 있다.” |
사동태
사동태 접미사는 사건을 유발하는 대상을 나타내는 새로운 주어 논항을 추가한다. 다음의 다섯 가지 형태가 있다. 동사 어근이 공명음으로 끝나는 경우 s, 장애음으로 끝나는 경우 h로 시작하는 형태가 쓰인다.
1. 현재진행형: -stiiha/-htiiha
2. 미완료형: -stiisk-/htiisk-
3. 직면형: -stan-/-htan-
4. 완료형: -sta/-hta
5. 명사형: -stoht-/-htoht-

체로키어의 사동태 접미사는 자동사 중에서도 주어가 피행위자(undergoer)인 경우에만 붙을 수 있다.
목적어초점
목적어초점 인칭 접두사는 타동사에 붙는데, 목적어의 인칭을 표시하고 주어가 생략된다는 점에서 결합가를 하나 줄이는 것으로 볼 수 있다.
불특정 목적어 재귀태
재귀태 접두사가 타동사에 붙으면 목적어를 생략하는 기능을 할 수 있다. 목적어가 알려지지 않았거나 중요하지 않을 때 쓰인다. 다음은 타동사 ‘방문하다’에 재귀태 접두사가 붙은 예문이다.
| aàkwahthvvhiíto            |  | hataahwahthvvhiítóòha     |
| aki-ahthvvhiítoha          |  | hi-ataat-hwahthvvhiítóòha |
| 1B-visit.PRC               |  | 2A-RFL-visit.PRC          |
| “그가 나를 방문하고 있다.” |  | “네가 방문하고 있다.”     |
중간태
중간태는 타동사에 붙어 결합가를 하나 줄인다. 중간태와 재귀태는 서로 비슷하지만 약간의 차이가 있는데, 재귀태에서 주어는 보다 행위자(agent)에 가까운 반면. 중간태에서는 보다 피행위자(undergoer)에 가깝다.
| aàtaatoohlvvska                                    |  | aàtoohlvvska                                   |
| a-ataat-oohlvvska                                  |  | a-ataa-oohlvvska                               |
| 3A-RFL-make.PRC                                    |  | 3A-MDL-make.PRC                                |
| “그것이 스스로를 재생시키고 있다.” (도마뱀 따위가) |  | “그것이 스스로 만들어지고 있다.” (크림 따위가) |

## 같이 보기
- 체로키 문자
- 시쿼야